# Cheraman Perumal
Cheraman Perumal (även Rajasekhara Varma), indisk furste och härskare över malabarkusten i nuvarande indiska delstaten Kerala 1320-1342.